# Скијашко трчање на Зимским олимпијским играма 2014 — штафета 4 х 5 километара за жене
Такмичење женских штафета 4 х 10 км у скијашком трчању на Зимским олимпијским играма 2014. у Сочију, одржано је 15. фебруара 2014. на комплексу за скијашко трчање и биатлон Лаура у Красној Пољани, Краснодарском крај 60 км удаљеној од Сочија у Русији, са почетком у 14:00 часова по локалном времену.
Титулу је бранила штафета Норвешке.

## Систем такмичења
Штафета се састоји од 4 такмичарке. Свака такмичарка трчи дистанцу од 5 км. Такмичарке прва два круга трче класичним, а друга два слободним стилом. Трка почиње масовним стартом првих тачмичарки у штафети. У простору за „примо-предају“ штафете, долазећа такмичарка додирне руком раме такмичарке која чека свој старт. Победник је она штафета чија четврта такмичарка прва прође линију циља.

## Земље учеснице
Учествовало је 56 биатлонки (14 штафета) из 14 земаља.
1. Аустрија 4
2. Канада 4
3. Чешка 4
4. Финска 4
5. Француска 4
6. Немачка 4
7. Италија 4
8. Норвешка 4
9. Пољска 4
10. Русија 4
11. Словенија 4
12. Шведска 4
13. Украјина 4
14. Сједињене Америчке Државе 4

## Резултати
| Пласман | ст, бр. | Земља                                                                                      | Време                                   | Заостатак |
| ------- | ------- | ------------------------------------------------------------------------------------------ | --------------------------------------- | --------- |
|         | 2       | Ида Ингемарсдотер · Ема Вићен · Ана Хог · Шарлоте Кала · Шведска                           | 14:09,8 14:02,3 12:40,2 12:10,4 53:02,7 | +0,0      |
|         | 5       | Ана Киленен · Аино-Кајса Саринен · Керту Нисканен · Криста Лехтенмеки · Финска             | 14:21,2 13:51,3 12:14,4 12:36,6 53:03,2 | + 0,5     |
|         | 7       | Никол Фесел · Стефани Белер · Клаудија Ништад · Дениз Херман · Немачка                     | 14:13,4 13:59,9 12:19,1 12:31,2 53:03,6 | +0,9      |
| 4.      | 6       | Aurore Jéan · Célia Aymonier · Anouk Faivre Picon · Coraline Hugue · Француска             | 14:12,1 14:13,8 12:34,5 12:47,3 53:47,7 | +45,0     |
| 5.      | 1       | Хејди Венг · Терезе Јохав · Астрид Јакобсенn · Марит Бјерген · Норвешка                    | 14:12,0 14:13,5 12:34,5 12:56,3 53:56.3 | +53,6     |
| 6.      | 3       | Јулија Иванова · Олга Козјукова · Наталија Жукова · Јулија Чекалева · Русија               | 14:05,5 14:37,2 12:34,9 12:48,7 54:06,3 | +1:03,6   |
| 7.      | 9       | Корнелија Кубињска · Јустина Ковалчик · Sylwia Jaśkowiec · Паулина Маћушек · Пољска        | 14:37,4 13:47,7 12:34,2 13:39,6 54:38,9 | +1:36,2   |
| 8.      | 8       | Virginia De Martin Topranin · Елиза Брокард · Марина Пилер · Иларија Дебертолис · Италија  | 14:26,9 14:49,4 12:43,9 13:20,7 55:19,9 | +2:17,2   |
| 9.}     | 4       | Кикан Рандал · Sadie Bjornsen · Елзабет Стивен · Џесика Дигинс · Сједињене Америчке Државе | 14:45,2 14:31,8 12:48,2 13:32,2 55:33,4 | +2:30,7   |
| 10.     | 12      | Ева Врапцова-Нивлтова · Karolína Grohová · Петра Новакова · Клара Моравцова · Чешка        | 14:06,1 15:25,3 13:06,4 13:52,0 56:29,8 | +3:27,1   |
| 11.     | 13      | Аленка Чебашек · Катја Вишњар · Барбара Језершек · Весна Фабјан · Словенија                | 14:18,2 15:39,1 12:56,1 13:43,6 56:37,0 | +3:34,3   |
| 12.     | 10      | Тетјана Антипенко · Валентина Шрвшенко · Марина Лисибор · Катерина Григоренко · Украјина   | 15:10,6 14:55,4 13:01,7 13:48,4 56:56,1 | +3:53,4   |
| 13.     | 11      | Катерина Смутна · Натали Шварц · Тереза Штадлобер · Вероника Мајерхофер · Аустрија         | 14:20,3 15:36,8 13:08,7 13:58,9 57:04,7 | +4:02,0   |
| 14.     | 14      | Перијан Џонс · Дарија Гајазова · Emily Nishikawa · Бритни Вебстер<br · Канада              | 15:50,9 15:09,5 13:27,3 14:52,9 59:13,6 | +6:10,9   |